# Ранде, Рандин
Рандин Ранде (эст. Randin Rande; 28 июля 1997, Таллин) — эстонский футболист, полузащитник.

## Биография
Воспитанник футбольной школы Андреса Опера и клуба «Нымме Юнайтед», в составе последнего дебютировал во взрослом футболе в 2013 году в четвёртом дивизионе Эстонии. Летом 2013 года перешёл в таллинскую «Флору», но выступал только за вторую и третью команды клуба.
Летом 2016 года перешёл в «Таммеку» (Тарту). Дебютный матч в чемпионате Эстонии сыграл 9 сентября 2016 года против «Тарваса», заменив на 79-й минуте Кристьяна Тийрика. Свой первый гол в элите забил во втором матче, 16 сентября 2016 года в ворота «Флоры». В составе «Таммеки» стал финалистом Кубка Эстонии 2016/17. Летом 2017 года перешёл в другой клуб высшего дивизиона — «Пайде ЛМ». Всего за три неполных сезона в высшей лиге Эстонии сыграл 47 матчей и забил 3 гола.
Летом 2018 года вернулся в «Нымме Юнайтед», в его составе выступал на любительском уровне в третьем и втором дивизионах Эстонии. Осенью 2022 года играл в пятом дивизионе за «Реюнайтед» (Таллин).
Выступал за сборные Эстонии младших возрастов, провёл более 20 матчей. В составе сборной 19-летних — участник мемориала Гранаткина 2015 года (4 матча).

## Достижения
- Финалист Кубка Эстонии: 2016/17